# マリー＝ジュリー・アリニェ
マリー＝ジュリー・ブーランジェ（Marie-Julie Boulanger 旧姓アリニェ Halligner 1786年1月29日 - 1850年7月23日）は、フランスのメゾソプラノ歌手。キャリアを通じて一貫して「ブーランジェ夫人」という名前で活躍した彼女は、『宮廷楽長』、『大使夫人』、『黒いドミノ』、『連隊の娘』の初演の舞台に立った。

## 生涯
アリニェはパリで中産階級の店舗経営者の両親のもとに生まれた。オデオン座、アンビギュ＝コミック劇場の女優で1826年に俳優のフレデリック・ルメートルと結婚した女優のソフィー・アリニェは彼女の妹である。1806年にパリ音楽院に入学してソルフェージュを学び、シャルル＝アンリ・プランタードとピエール＝ジャン・ガラに師事した。
アリニェが1811年にオペラ＝コミック座で飾った初舞台は「とてつもない成功」であったと考えられている。1811年から1835年の間は同劇場の著名なスブレットであった彼女は、1845年まで舞台に上がり続けるも後年は声の衰えをみせ始めていた。多数のオペラ・コミックで初演の舞台に上がっており、1830年にオベールの『フラ・ディアヴォロ』からパメラ夫人、1831年にはエロルドの『ザンパ』からリッタを演じた。1821年にはパエールの『宮廷楽長』からジェルトリュード、1836年にはオベールの『大使夫人』からバルネク夫人、1840年にはドニゼッティの『連隊の娘』からベルケンフィールト侯爵夫人を演じている。彼女は他にもグレトリ、イズアール、ボイエルデューの作品での歌唱を披露した。アリニェの声質は「素晴らしい」と伝えられており、「彼女の歌唱は華麗で、演技は個性と知性に満ちていた」とされる。1845年に舞台の一線を退くと、その後はパリで後進の育成に注力した。
アリニェはチェリストでパリ音楽院の教授であったフレデリック・ブーランジェと音楽院時代に知り合い、結婚した。彼らの息子であるエルネスト・ブーランジェは1835年にローマ賞を獲得し、コミック・オペラの作曲家となった。その妻となったライッサ・ミチェツキーはミハイル2世の子孫にあたる公女であった。この息子夫婦の子ども、アリニェの孫娘であるナディア・ブーランジェとリリ・ブーランジェは共にローマ賞に応募し、ナディアは1908年に2等賞を、リリは1913年に1等賞を獲得している。